# Beheading the Chinese Prisoner
Beheading the Chinese Prisoner ist ein US-amerikanischer Stummfilm über den Boxeraufstand aus dem Jahr 1900. Regie führte Siegmund Lubin, der die Aufnahmen auf dem Dachboden der Lubin Studios in Philadelphia realisierte. Der Film wurde durch die Berichte über den Boxeraufstand inspiriert. Die Veröffentlichung des Films fand im August des gleichen Jahres statt.

## Handlung
Ein chinesischer Gefangener wird, bevor er überhaupt verurteilt ist, enthauptet. Am Ende des Films zeigt der Henker den Zuschauern den abgetrennten Kopf des Gefangenen.

## Hintergrundinformationen
Der Film ist einer der ersten Filme, die sich mit dem Thema des Boxeraufstands beschäftigten. Für seine Realisierung wurde ein Yellowface-Schauspieler eingesetzt.

## Referenzen
1. ↑  Joseph P. Eckhardt: The King of the Movies. Film Pioneer Siegmund Lubin. Fairleigh Dickinson University Press u. a., Madison NJ u. a. 1997, ISBN 0-8386-3728-0, S. 34.
2. ↑  John Fullerton (Hrsg.): Celebrating 1895. The Centenary of Cinema. Libbey u. a., London u. a. 1998, ISBN 1-86462-015-3, S. 280.